# Маркграфство Монферат
Маркграфство Монферат (на италиански: Marchesato del Monferrato) е стара италианска държава, основана през XI век, когато Алерамическата марка, дотогава управлявана съвместно от всички потомци на рицаря Алерам, е разделена между маркграфовете на Монферат и тези на Савона. Управлявано е от династиите Алерамичи ди Монферато, Палеолози и Гонзага. На маркграфството е сложен край през 1574 г., когато то, включено във владенията на Гонзага, е издигнато до херцогство.
Напълно нередовната териториална география на тази държава и липсата както на голяма градска столица, така и на съответен църковен район, който да потвърждава нейната идентичност, свидетелстват за това как тя произлиза от феодалната логика на Ранното средновековие, въпреки че е оцеляла през цялата епохата на комуните и съжителствайки с прочутите италиански ренесансови господари.
Територията на маркграфството се разполага на 2750 km² от север на юг между Приморските Алпи и река По и има две отделни части: северна, между сегашните провинции Верчели, Алесандрия, Торино и Павия и южна, между провинциите Александрия, Савона, Асти и Кунео.
Негова столица от 1434 г. е Казале Монферато. Преди това негови столици са били Монкалво, Кивасо, Трино, Очимиано и Понтестура.
През 961 г. граф Алерам Монфератски (Аледрам) получава от тъст си крал Беренгар II новосъздаденото Маркграфство Западна Лигурия (Marca Liguria Occidentale или Marca Aleramica) с Верчели, Монферат, Чева, Акви Терме чак до брега на Средиземно море – между Онеглия и Албенга.
Карл Велики поставя графове за управление на Монферат, които през 967 г. са издигнати на маркграфове от император Ото I Велики.
Владетелската фамилия Алерамичи взема активно участие в кръстоносните походи и дава редица монарси в завоюваните страни, между тях двама сина и един внук на маркграф Вилхелм V:
- Конрад Монфератски e за кратко крал на Йерусалим († 1192)
- Бонифаций I Монфератски основава Солунско кралство († 1207)
- Балдуин V Монфератски става крал на Йерусалим като Балдуин V († 1186)

Чрез наследство маркграфството попада през XIV век у Палеолозите, а през 1533 г. у Гонзага. С Войната за мантуанското наследство (1628 – 1631) една част от маркграфството отива към Савойците, a остатъкът е разпределен през 1703 г., когато император Леополд I отнема собствеността от Гонзага.

## Произход на името
Топонимът Монтеферат се споменава за първи път в грамота от 909 г. на Беренгар от Фриули, но значението му е неизвестно: според различни хипотези може да означава „Територия на лимец“, „Територия на желязо“ или „Територия на монасите“. Изправен пред невероятността на тези възможности, професор Гео Пистарино представя две противоположни хипотези: може както да означава деградирала и некултивирана територия (хипотеза за съществуването на среднолатинската дума feratus, произлизаща от feralis), така и предишна некултивирана територия, но върната обратно за добра употреба (като се има предвид ferratus като причастие на ferre, което означава „произвеждам“).

## История

### Произход
Произхожда от разпускането на Алерамическата марка, предоставена през 958 г. от краля на Италия Беренгар II на рицаря Алерам, чийто мистериозен произход може би се намира в Дом Троа. Марката е управлявана в консорциум до края на XI век, когато Алерамичите Бонифаций и Райнер установяват точно разделение на територията, като първият става маркграф на Васто – южната територия включва Савона, а вторият на Монферат, северната територия.

### Алерамичи
Маркграф Вилхелм V, син на Райнер, управлява по време на епохата на комуните и се опитва да повиши престижа на дома си, като застава на страната на Свещената Римска империя След разрушаването на Милано от Фридрих Барбароса комуните в Северна Италия сформират Ломбардската лига и обявяват война на императора, узурпирайки изключителната му власт да основава нови градове: селището Роверето в Монферат се трансформира в Алесандрия. След някои военни неуспехи, като този при Момбело през 1172 г., Вилхелм V придружава Барбароса при обсадата на Александрия, но още едно поражение го тласка да насочи амбициите си към отвъдморските земи. Поради това той се ангажира синовете му да станат важни представители, но четиримата (Вилхелм, Конрад, Бонифаций и Рение) са сполетени от злощастна съдбаː
Вилхелм се жени за Сибила, наследница на трона на Йерусалим, но вероятно умира от болест няколко месеца след брака, преди раждането на сина им Балдуин. Рение се жени за византийската принцеса Мария Комнина, дъщеря на василевса Мануил I, и става управител на Солун, но е затворен и по-късно отровен от Андроник I Комнин по време на клането на латините. Конрад става маркграф на Монферат през 1186 г., след като баща му Вилхелм V напуска Монферат, за да помага на своя племенник Болдуин, който е станал крал на Йерусалим. На следващата година, след поражението на кръстоносците в битката при Хатин и падането на Йерусалим, маркграфът отговаря на призива на папа Климент III и участва в Третия кръстоносен поход, като дебаркира в Тир; Конрад упорито защитава града от обсадата на Салах ад-Дин и е назначен за господар след повторното завоюване на Акра. Подвигът дава на Конрад голяма стойност, дотолкова че след смъртта на кралица Сибила Балиан от Ибелин го избира за съпруг на Изабела, законна наследница на държавата на кръстоносците. Няколко дни след коронацията обаче Конрад е убит от Ричард Лъвското сърце, поддръжник на Ги дьо Лузинян.
Бонифаций I е обявен за маркграф след заминаването на Конрад, но през 1201 г. е призован да ръководи Четвъртия кръстоносен поход, който води до латинската обсада на Константинопол. За малко да бъде назначен за латински император на Константинопол, Бонифаций получава Солунското кралство, но няколко години по-късно е убит от засада, устроена от българите на цар Калоян. Неговите синове Вилхелм VI и Деметрий планират експедиция, за да си възвърнат контрола над Солунското кралство, но малко след идването им в Гърция армията им е унищожена от епидемия от дизентерия.
След тези злощастни събития потомците на Бонифаций са принудени да изоставят мечтите си за слава на Изток. Италианският политически сценарий от XIII век се характеризира с конфликта между гвелфите и гибелините, а маркграфовете на Монферат се открояват с опортюнистична политика, характеризираща се с кратки съюзи и с двете страни. Бонифаций I, Вилхелм VI и Бонифаций II се съсредоточават главно върху задържането на комуни Асти и Алесандрия, които непрекъснато увеличават властта си в ущърб на маркграфството, но нямат голям успех. През 1253 г., няколко дни преди смъртта си, Бонифаций II получава от Конрад IV Швабски господството над мощната комуна Казале Сант'Евазио. 
Неговият син Вилхелм VII е този, който възвръща централната роля на Монферат в италианската геополитика: той започва управлението си в съюз със страната на гвелфите, бързо завладява Ница дела Палия и насочва експанзионистичните си цели към Ивреа и района на Канавезе; обаче огромната власт, която се събира в ръцете на графа на Прованс Шарл I Анжуйски, който за няколко години подчинява множество комуни в Южен Пиемонт и завладява Кралство Сицилия, убеждава Вилхелм да се съюзи с гибелините, като се ожени за Беатрис, дъщеря на Алфонсо X, крал на Кастилия и претендент за императорския трон. Когато Ивреа също, през 1271 г., прави акт на подчинение на Шарл I Анжуйски, маркграфът е убеден да започне война и, съюзен с комуни Асти, Генуа и Павия, постига решителна победа близо до Рокавионе, изтласквайки Анжуйците от Пиемонт и получавайки контрол над Трино и Торино. През следващите години Вилхелм VII е назначен за господар и капитан на няколко комуни, включително Верчели, Алесандрия, Асти, Генуа, Павия, Милано, Бреша, Кремона и Лоди, превръщайки се в основен италиански представител на страната на гибелините. Неговата военна хегемония обаче не е предопределена да продължи: благородниците от Асти са първите, които се разбунтуват, последвани от Томас III Савойски, който, считайки себе си за легитимен суверен на Торино, го присвоява отново, като затваря Вилхелм, докато пресича Алпите, за да отиде при тъста си Алфонсо Кастилски; след това е ред на Висконти, който го гонят от Сеньория Милано. Прибързаното падение на властта му изглежда се забавя с превземането на Алба и женитбата на дъщеря му Виоланта за византийския император Андроник II Палеолог, но Александрия, подкупена от Асти с огромната сума от 85 000 златни флорина, също се разбунтува. През 1290 г. Вилхелм достига града с оръжие, като постига капитулацията на александрийците, но те безчестно го хвърлят в затвора по време на преговорите за предаване и го оставят да умре от глад, затворен в желязна клетка. Внезапната смърт на главния военен командир на Северна Италия оставя беззащитни голям брой комуни; някои от тях се обръщат към Савойците (представени в Италия от кадетския клон Савоя-Ахая), но повечето са подчинени от Матео I Висконти.
Йоан I, син на Вилхелм VII, като сключва съюз с Манфред IV от Салуцо и Шарл II Анжуйски, продължава войната на баща си срещу Александрия, допринася за прогонването на Висконти от Милано в полза на Дела Торе и преди всичко, завладява Асти, където се установява. През 1305 г., само две години след покоряването на Асти, той се разболява сериозно и умира без наследници. Изчезването на отонската линия на династията Алерамичи оставя наследяването на маркграфството в несигурност: Манфред IV от Салуцо, оправдан от споразуменията, сключени от неговия предшественик Манфред III от Салуцо с Бонифаций II, и Шарл II Анжуйски сключват пакт за разделяне на земите на Монферат и създаване на градски парламенти, за да се гарантира лоялността на новите поданици.

### Палеолози
Йоан I обаче прибягва до полусалическия закон в завещанието си, чрез което определя византийския княз Теодор Палеолог, син на сестра му Виоланта, за свой наследник. Теодор Палеолог акостира в Генуа през 1306 г. и осигурява съюза с нея, като се жени за Аржентина, дъщеря на капитана на народа Опицино Спинола. След като получава официалната инвеститура като маркграф от император Хайнрих VII Люксембургски, до 1316 г. Теодор си връща Кивасо и Казале, докато Горен Монферат продължава да бъде част от анжуйското графство Пиемонт. До края на живота си Теодор предпочита да посвети вниманието си на Гърция, а не на Монферат. 
Неговият син Йоан II, който току-що е станал маркграф, започва поредица от войни, насочени към повторно завладяване на изгубените територии: придружен от братовчед си Ото фон Брунсуик, той превзема Асти през 1339 г., Ивреа през 1344 г. и получава окончателна победа срещу анжуйските войски през 1345 г. в битката при Гаменарио. Отслабването на анжуйската сила му позволява през следващите години да поеме много комуни, включително Алба, Кунео, Мондови, Кераско, Акуи Терме, Новара, Валенца и Павия. През 1352 г. Йоан II нарежда изграждането на внушителен замък в Казале.
През следващите десетилетия експанзионистичните цели на маркграфовете на Монферат се сблъскват с тези на Савойците и преди всичко с все по-силните Висконти, които до 1370 г. поемат голяма част от завоеванията на Йоан II, а също и на Казале. Сблъсъкът с Висконти продължава през XV век: в съюз с кондотиера Фачино Кане, през 1404 г. маркграф Теодоро II си връща Казале и впоследствие окупира Милано и Генуа. 
През 1427 г. маркграф Джан Джакомо застава на страната на Венецианската република срещу Филипо Мария Висконти, като част от Ломбардските войни, но ситуацията скоро се обръща срещу него: за кратко време Казале е окупиран от компанията на Франческо Сфорца. След като намира убежище в Кивасо, маркизът получава и обявяването на война от Амадей VIII Савойски. Атакуван на всички фронтове, Джан Джакомо е принуден да отстъпи на исканията си: Кивасо е анексиран към Савойското херцогство, докато останалата част от Монферат попада под негова защита, превръщайки се във васална. След като възстановява мира на голяма цена, през 1434 г. маркграфът установява Казале като официална столица на Монферат.
През 1447 г. смъртта без наследници на Филипо Мария Висконти и последвалото провъзгласяване на Амвросианската република от гражданите на Милано бележи подновяването на военните действия, тъй като както Шарл дьо Валоа-Орлеан, така и Лудвиг Савойски имат права върху херцогството. Маркграф Джовани IV, в замяна на Алесандрия, застава на страната на защитата на независимостта на Миланската комуна, която също е наела Франческо Сфорца. През 1449 г. александрийците правят акт на подчинение на Йоан IV, но на следващата година Сфорца, който междувременно се е самоназначил за херцог на Милано, нарежда маркграфът да бъде заловен. След около година Джовани IV се отказва от Александрия и след това е освободен. През 1453 г. падането на Константинопол принуждава Венеция да спре да се бие в Италия, за да се концентрира върху защитата на владенията си в Средиземно море. Произтичащият мир от Лоди обаче е неблагоприятен за Монферат, което води само до връщането на малките селища Фелицано и Касине в сравнение с искането на Алесандрия. Освен това катастрофалното икономическо и политическо положение на маркиза оставя двора на Монферат почти безразличен към свалянето на Палеолозите от Константинопол.
През следващите десетилетия маркграфовете са принудени да следват напрегната политика на оцеляване. През 1464 г. император Фридрих III Хабсбург постановява независимостта на маркграфството, прекъсвайки васалните отношения към Савойското херцогство, но влиянието на Савоя върху политиката на Монферат остава важно. През 1513 г., по време на Войната на Камбрийската лига, сближаването на маркграф Вилхелм IX с Франция тласка херцог Карл II Савойски да заговорничи за издигане на алерамика Одон д'Инчиза на трона на Монферат. След като разкрива интригата, Вилхелм IX тръгва срещу малкото Маркграфство Инчиза, анексира го и осъжда Одон на смърт; обвинен в държавна измяна, Вилхелм е оневинен от оратора на Монферат Урбано да Сералунга. През 1533 г., когато френското влияние върху Монферат нараства все повече и повече, мъжката линия на Палеолозите изчезва със смъртта на Джовани Джорджо Палеолог. Династична криза е разрешена през 1536 г. от император Карл V, който дава маркгарствството на херцога на Мантуа Федерико II Гонзага, който се жени за Маргарита, дъщеря на Вилхелм IX, именно за да осигури Монферат.

### Гонзага
Първите години на управление на Монферат от Гонзага не са лесни, поради непрекъснатите войни на италианска земя между Кралство Франция и Хабсбургите: през 1555 г., по време на последната фаза на тези войни, Казале е окупирано от френските войски, но договорът от Като Камбрези го връща на Гулиелмо Гонзага. Едно от първите действия на новия маркграф е премахването на градските парламенти, създадени от Манфред IV от Салуцо и поддържани от Палеолозите, но това създава голямо недоволство, особено в Казале. Отначало Гулиелмо се опитва да се отърве от проблема, като предлага Монферат на Филип II от Испания в замяна на Кремона, но получава рязък отказ. След това той назначава Фламиний Палеолог, незаконен син на маркграф Джовани Джорджо Палеолог, за управител на Монферат, надявайки се, че връзката му с предишната династия може да успокои недоволството, но той решително се обръща срещу него, когато самият Фламиний е въвлечен от основните семейства на Казале в заговор, който трябва да доведе до убийството на маркграфа по време на поставянето на епископ Амброджо Алдегати. Заговорът е осуетен навреме и Фламиний е арестуван и отровен, докато всички бунтовници са изгонени от Казале. Изгнаниците намират убежище при Емануил Филиберт Савойски, чиито експанзионистични цели са привлечени от много напрегнатата ситуация. През 1573 г., за да ограничи амбициите на херцога на Савой по отношение на маркграфството, Гулиелмо моли Максимилиан II Хабсбург владенията му да бъдат трансформирани във Велико херцогство Мантуа и Монферат. Императорът, не желаейки да му даде твърде много власт, само се съгласява да повиши ранга му: така се ражда Херцогство Монферат. Това се оказва безполезно, т. к. Савойците нахлуват в новото херцогство за първи път през 1613 г. и впоследствие през 1628 г., и го завладяват окончателно по време на Войната за испанското наследство.

## Списък на маркграфовете
Алерамичи
- Вилхелм I († пр. 933)
- Алерам I († 969)
- Вилхелм II († пр. 961)
- Ото I († 991)
- Анселм I
- Вилхелм III (991 – 1017 доказан)
- Ото II († 1084)
- Вилхелм IV(† 1101)
- Райнер († 1136)
- Вилхелм V. († 1191)
- Конрад (1191 – 1192)
- Бонифаций I (1187 – 1207)
- Вилхелм VI (1207 – 1225)
- Бонифаций II (1225 – 1253/5)
- Вилхелм VII (1253/5 – 1290)
- Джовани I (1290 – 1305)

Палеолози
- Теодор I (1305 – 1338)
- Джовани II (1338 – 1372)
- Ото III (1372 – 1378)
- Джовани III (1378 – 1381)
- Теодор II (1381 – 1418)
- Джан Джакомо (1418 – 1445)
- Джовани IV(1445 – 1464)
- Вилхелм VIII (1464 – 1483)
- Бонифаций III (1483 – 1494)
- Вилхелм XI (1494 – 1518)
- Бонифаций IV (1518 – 1530)
- Джовани Джорджо (1530 – 1533)

Гонзага
- Федерико II Гонзага (1533 – 1540)
- Франческо III Гонзага (1540 – 1550)
- Гулелмо Гонзага (1550 – 1587)
- Винченцо I Гонзага (1587 – 1612)
- Франческо IV Гонзага (1612)
- Фердинандо Гонзага (1612 – 26)
- Винченцо II Гонзага (1626 – 1627)
- Карло I Гонзага (1627 – 1637), херцог Невер и Ретел
- Карло III Гонзага (1637 – 1665), херцог на Невер и Ретел до 1659
- Карло IV Гонзага (1665 – 1708), последният херцог на Мантуа и Монферат.

## География
Маркграфство Монферат е разположено между Югоизточен Пиемонт и Лигурската ривиера. Тази област, която получава името Монферат, се простира на юг, започвайки от хидрографската дясна част на река По, простирайки се на юг до Лигурските Апенини, докато достигне вододела между Адриатическата и Тиренската страна нагоре по течението от Лигурското крайбрежие на Генуа и Савона. Независимостта, получена от градовете Асти и Алесандрия по време на епохата на комуните, разделя територията на две областиː южна, наречена Горен Монферат, и северна, наречена Долен Монферато. Границите на маркграфството се променят непрекъснато през неговата история: при маркграф Вилхелм VII той включва територията, разположена между Торино и Бреша, но различни военни поражения го намаляват до точката на загуба на град Кивасо, който е един от най-важните.
В първите години на XV век, когато територията на маркграфството се оказва разделена на две различни и отделни области, връзката между тях е установена чрез установяването чрез Миланското херцогство на т. нар. „Strada franca", т.е. път, по който хората и стоките могат да преминават, без да бъдат подлагани на мита или данъци. Маршрутът на пътя, който все още се обозначава днес от предупредителни панели, тръгва от община Бергамаско, пресича община Мазио и река Танаро, след това тази на Фелицано, накрая достигайки територията на маркизата отново във Фубине.
Основните градове на маркгрфството саː
- Казале Монферато (столица от 1434 г.), монфератски от 1253 г.
- Кивасо (маркграфско седалище преди 1434 г.), монфератски от X век до 1432 г.
- Монкалво (маркграфско седалище преди 1434 г.), монфератски от X век
- Понтестура (маркграфско седалище преди 1434 г.), монфератски от X век
- Трино (маркграфско седалище преди 1434 г.), монфератски от X век
- Акуи Терме, монфератски от 1345 г.
- Алба, монфератски от 1345 г.
- Ница Монферато, монфератски от 1264 г.